# عيسى بن خالد آل نهيان
عيسى بن خالد بن صقر بن خالد بن فلاح آل نهيان هو أحد أفراد الأسرة الحاكمة في الإمارات العربية المتحدة.و أسرة آل نهيان هي التي تحكم الإمارات وبالأخص إمارة أبو ظبي التي هي عاصمة البلاد.